# 亚洲短趾百灵
亚洲短趾百灵（学名：Alaudala cheleensis）为百灵科短趾百灵属的鸟类，俗名小沙百灵。主要栖息于欧亚大陆各地干旱的草原和牧场。该物种的模式产地在西班牙特内里费岛。

## 亚种
- 亚洲短趾百灵内蒙亚种（学名：Alaudala cheleensis beicki）。在中国大陆，分布于青海、甘肃、宁夏、内蒙古等地。该物种的模式产地在青海西宁。[3]
- 亚洲短趾百灵指名亚种（学名：Alaudala cheleensis cheleensis）。在中国大陆，分布于内蒙古、东北、陕西、河北、山西、山东、江苏、四川等地。该物种的模式产地在辽宁大连湾。[4]
- 亚洲短趾百灵青海亚种（学名：Alaudala cheleensis kukunoorensis）。在中国大陆，分布于青海、可能延至新疆等地。该物种的模式产地在青海湖南部山脉。[5]
- 亚洲短趾百灵新疆亚种（学名：Alaudala cheleensis seebohmi）。在中国大陆，分布于新疆等地。该物种的模式产地在从新疆喀什和莎车到内蒙古。[6]
- 亚洲短趾百灵西藏亚种（学名：Alaudala cheleensis stegmanni）。在中国大陆，分布于甘肃等地。该物种的模式产地在甘肃西北部。[7]
- 亚洲短趾百灵甘肃亚种（学名：Alaudala cheleensis tangutica）。在中国大陆，分布于青海、西藏等地。该物种的模式产地在西藏昌都东北部。[8]